# الزورت هانتینگتن

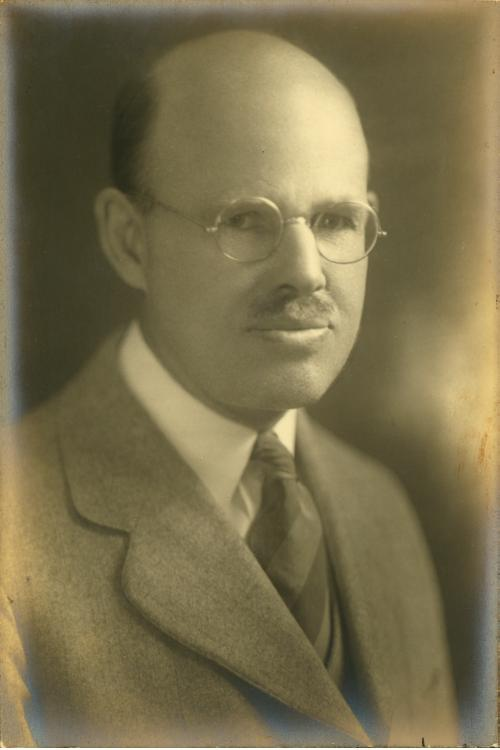
هانتینگتن در ۱۹۲۰

الزورت هانتیگتن(به انگلیسی: Ellsworth Huntington) (زادهٔ ۱۶ سپتامبر ۱۸۷۶- مرگ ۱۷ اکتبر ۱۹۴۷) استاد جغرافیا در دانشگاه ییل بود. او بیشتر از برای نوشته‌هایش پیرامون رشد اقتصادی، جبر اقلیمی و جغرافیای اقتصاد نامور است. او همچنین در ۱۹۱۷ به ریاست جامعهٔ بوم‌شناسی آمریکا رسید. در ۱۹۲۳ رئیس انجمن جغرافیدانان آمریکا شد و میان سال‌های ۱۹۳۴ تا ۱۹۳۸ هم رئیس هیئت مدیره جامعه بهسازی نژادی آمریکا بود.
هانتگینگتن سفرهایی اکتشافی به آسیای مرکزی و فلسطین داشت.
هانتیگتن با مقایسهٔ آب و هوای منطقه‌های گوناگون جهان به این نتیجه رسیده‌بود که نظر به آب و هوا و حاصل‌خیزی جنوب ایران ممکن است جایگاه بالندگی و رشد انسان آغازین بوده‌باشد.